# Nahapetavan
Nahapetavan (en arménien Նահապետավան ; puis jusqu'en 1961 Paros) est une communauté rurale du marz de Shirak en Arménie. En 2008, elle compte 1 140 habitants.